# 大井持光
大井 持光（おおい もちみつ）は、南北朝時代、室町時代の武将。信濃佐久郡大井城主。大井光矩の嫡子。

## 生涯
応永30年（1423年）、鎌倉公方・足利持氏が京都扶持衆の常陸真壁郡小栗城主小栗満重を攻めた時、満重の首を取り結城氏朝・時朝と共に恩賞を得て「持光は軍功第一とす」（『小栗記』）と賞された。また、「持光は先君持氏の御おぼえ他に異なり」という持氏と特別な関係を持ったとされ、名前（諱）の「持」の字も持氏から偏諱を賜ったものである。天正2年（1574年）、渡辺玄忠斎の記した『佐久大井氏由緒』に「大井持光の所領は佐久郡の他に武州、上州緑野、板鼻、後閑、原、横川、坂本」と記されており、関東にも多くの所領を獲得している。
永享8年（1436年）、室町幕府第6代将軍・足利義教の命を受け、信濃守護小笠原政康と共に芦田城の芦田下野守を攻めた。下野守には幕府と対立していた持氏と結んだ国人領主の海野氏・祢津氏が味方についたが、小笠原政康に敗れたため下野守も降伏、以後芦田氏は大井氏の家臣となった。その後持光は依田長窪の長窪城を築いて勢力を拡大した。
永享10年（1438年）、永享の乱で自害した持氏の遺児・永寿王丸（後の古河公方足利成氏）を庇護した。永寿王丸は持氏の末子で、当時6歳であった。乳母に抱かれて、岩村田に隣接する安原（佐久市）の安養寺に逃れてきた。安養寺の住僧が乳母の兄で、その伝手（つて）を頼って大井持光に庇護を頼んだといわれる。
永享12年（1440年）4月、幕府と関東管領上杉氏に反発する諸豪族が持氏遺児の春王丸・安王丸を奉じて、下総の結城城に立て籠もると、幕府派で関東管領上杉憲実の弟の上杉清方が鎮圧しようとして結城合戦がおこる。持光はこの乱では家臣芦田と清野をつけて永寿王丸を結城城の結城氏朝に送り届け、8月に結城方に味方して自ら碓氷峠まで出陣したが、憲実の弟重方の軍に阻止される。
翌嘉吉元年（1441年）4月、氏朝は嫡男の持朝らと共に自決し落城した。春王丸・安王丸の兄弟は捕らえられ京都への護送途上殺害されたが、永寿王丸は「持氏卿の末子永寿王と云は、ひそかに逃れて信濃国へ落ち行て、大井の持光を頼りかくれたり、是れ人の知る事なれば討手を向けらるる事なし」（『足利治乱記』結城合戦事）とあり、『喜連川判鑑』『 上杉略譜』『足利系図』『永享記』などいずれも永寿王丸は密かに逃れ持光に庇護されたとある。
文安3年（1446年）、佐久郡の平賀氏を攻め滅ぼし（『諏訪頼満注進状案』の余白にある「佐久平賀の乱」）、翌文安4年（1447年）に諏訪大社上社の頭役を最後に勤めた（『諏訪御府礼之古書』）。同年、永寿王丸は持光のもとから鎌倉へ迎え入れられ、宝徳元年（1449年）6月、元服し第8代将軍・足利義成（後の義政）の偏諱を受けて足利成氏と名乗った。成氏を没落の時期から支え続けた持光の威勢は、成氏の勢力を背景として全盛期を迎えた。
『四鄰譚藪』には渡辺玄忠斎の『佐久大井氏由緒』などによって「大井持光の所領は六万貫、そのうち佐久郡に四万貫、他の二万貫は武州三ヶ所、上州、小県郡などにあり、その兵力は京都参勤一千騎、在国六千騎、一族衆は岩尾・長窪・矢島・安原・清川・内山・平賀・今井・根井・耳取・両小諸・和田があり、家臣団の主なものとして、芦田・阿江木・依田衆・志賀筑前・長尾安芸（手代塚）・平尾・柏木・平原・板鼻（群馬県碓氷郡安中市）・後閑（ごかん；群馬県利根郡みなかみ町）・武石・百沢」とあり、岩村田の大井城下は「民家六千軒、交易四達し、賑い国府（信濃国府：松本市）にまされり」と記されている。
その後、家督を嫡男の政光（刑部少輔）に譲る。しかし、享徳4年（1455年）に成氏が幕府に鎌倉を追われて下総古河に移座してから、大井氏の関東での影響力にも陰りが出始める。